# Smalle Ee
Smalle Ee (Fries: Smelle Ie) is een dorp in de gemeente Smallingerland, in de Nederlandse provincie Friesland. Het ligt vrijwel direct ten westen van de hoofdplaats Drachten en is het kleinste dorp van de gemeente, met 45 inwoners in 2023. 

## Dorp en omgeving
Terwijl de woonkern slechts een halve kilometer van de rand van Drachten ligt, strekt het gebied van het dorp zich in oost-westrichting over 3½ kilometer uit, tot aan De Veenhoop. Het westelijke einde ligt aan het Stobbegat, een driehonderd meter ten oosten van Windmotor De Veenhoop.
De noordgrens is de Wide Mûntsegroppe (voorheen bekend als Monnike Ee), die ten westen van de woonkern versmalt tot de Nije Mûntsegroppe, waar het water niet de noordgrens van het dorp vormt: een strook aan de zuidkant van deze vaart behoort tot Oudega.
De Nije Mûntsegroppe verbreedt zich aan de westkant van de kern weer tot de Smalle Eesterzanding. Bij die verbreding ligt de insteekhaven waar kleine pleziervaart tot bij de dorpsbebouwing kan komen; bij het oostelijke buurdorp De Wilgen is een grotere jachthaven. Tussen beide havens ligt een strandje met afgebakend zwemwater, het Smeliester Sân (Smalle Ee Strand). De wateren maken deel uit van een toeristische waterweg tussen Drachten en Grouw die deel uitmaakt van de Friese boezem.
Ten zuiden van het dorp ligt een weidegebied met de dorpen Boornbergum en Nij Beets.
De wegverbinding vanuit het westen is de Bûtendiken, die vanaf het dorp als Kleasterkampen, Drachtster Heawei en Biskopswei verder loopt langs De Wilgen en Buitenstverlaat naar Drachten. Aan deze weg liggen, 300 meter ten oosten van Smalle Ee, de ondergrondse resten van een benedictijner klooster, nog herkenbaar aan een lichte verhoging in het landschap. 

## Geschiedenis
De plaats is ontstaan vanwege het klooster, dat waarschijnlijk al voor 1250 was gesticht langs de Smalle Ee. Het was in eerste instantie een dubbelklooster, waar zowel nonnen als monniken zaten. In 1392 was het alleen nog een nonnenklooster, waarvan de abt "Hera fan Smelne" werd genoemd (ook: Smalenne). 
Vanwege het klooster werd Smalle Ee de hoofdplaats en naamgever van de grietenij. Nadat in 1580 de Reformatie in Friesland was doorgevoerd, werd het klooster op last van de Staten van Friesland opgeheven en werd Smalle Ee een onbeduidende plaats, die onder Boornbergum kwam te vallen.
Vanaf eind 1922 zijn er onder leiding van Albert van Giffen opgravingen verricht in de terp van het klooster.
De vereniging Plaatselijk Belang De Wilgen, Smalle Ee en Buitenstvallaat werd in 1948 opgericht. In 1955 kreeg Smalle Ee de dorpsstatus.

## Toponymie
Benamingen van het dorp en omgeving verwijzen naar water en het klooster. Ee is een veelvoorkomende waternaam, met Aa en IJ als varianten; de dorpsnaam is ontleend aan een smal water, waar ook het klooster naar genoemd werd: het Onser Lyewe Vrouwen Smelgeraconvent. In 1230 wordt de woonplaats genoemd als Smalena, rond 1326 als Smelna en in 1392 als Smelne.
De straatnamen Kleasterkampen, Mûntseleane (Monnikenlaan) en de Monnike Ee herinneren aan het klooster, en letterlijk vertaald zijn de Wide en de Nije Mûntsegroppe de brede en de nieuwe monniken-greppel.

## Galerij
| Foto's van de invaart van de haven, en het einde aan de Bütendiken, 2023 |
| De invaart van de haven, en het einde aan de Bütendiken, 2023            |

| Geschematiseerde weergave van vondsten bij opgravingen in 1922                                   |  | foto uit 2023 van de verhoging in het landschap waar het klooster lag |
| Resultaten van opgravingen in 1922 (geschematiseerd), en de verhoging in het landschap anno 2023 |  |                                                                       |

Steden, dorpen en gehuchten: Boornbergum · De Tike · De Veenhoop · De Wilgen · Drachten · Drachtstercompagnie · Goëngahuizen · Houtigehage · Kortehemmen · Nijega · Opeinde · Oudega · Rottevalle · Smalle Ee

Buurtschappen: Buitenstverlaat · De Gaasten · De Kooi · Egbertsgaasten · Hooidammen · Luchtenveld · Middelburen · Noorderend · Opperburen · Siteburen · Uiteinde · Wierren · Zandburen · Zuidereind 

Friesland: Steden en dorpen      Nederland: Provincies · Gemeenten